# Heinz Voggenreiter

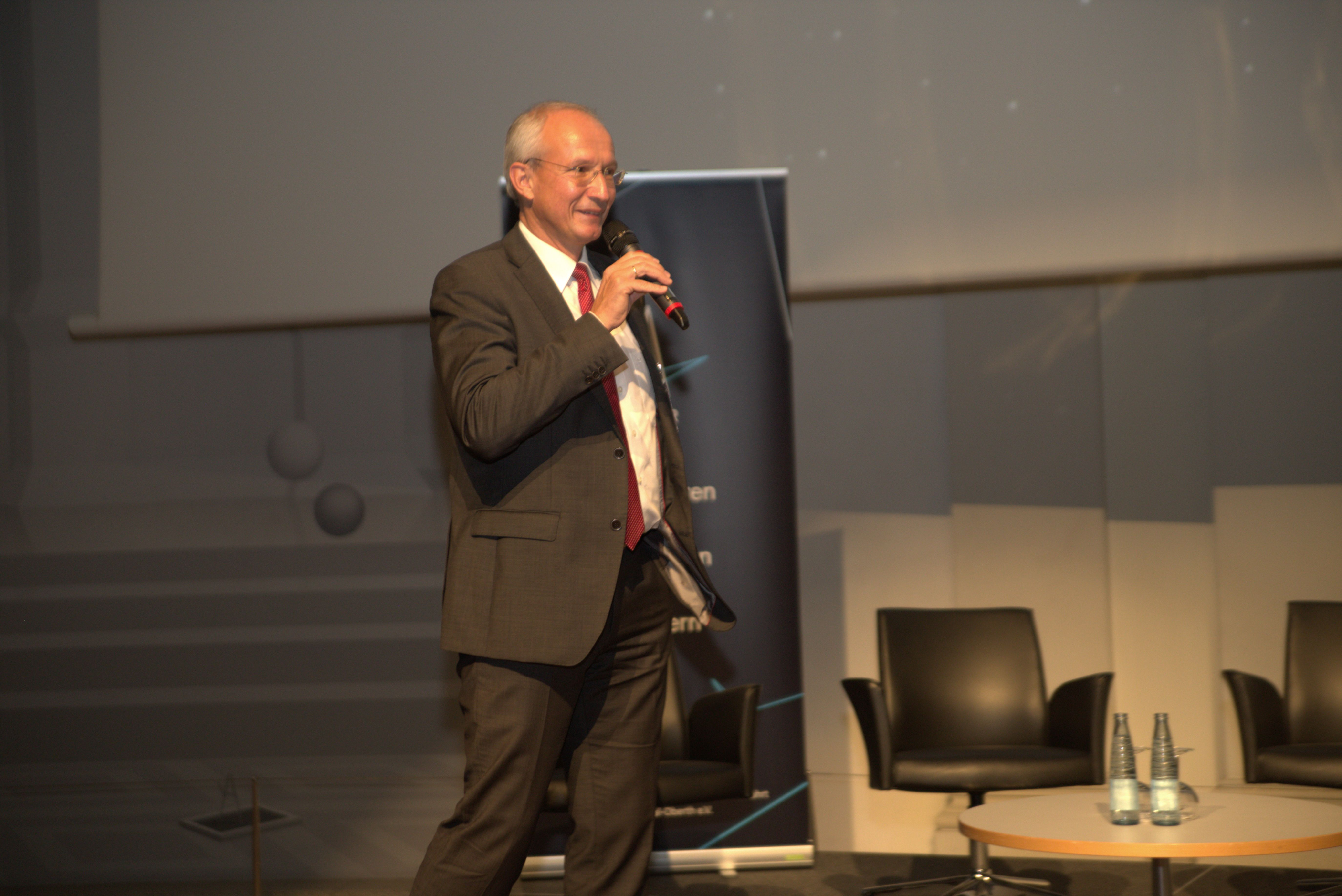
Heinz Voggenreiter, 2017

Heinz François Voggenreiter (* 1. Mai 1963 in Limburg an der Lahn) ist ein deutscher Luft- und Raumfahrttechniker und Hochschullehrer.

## Ausbildung und Beruf
Heinz Voggenreiter besuchte das Adalbert-Stifter-Gymnasium in Passau und legte dort 1983 das Abitur ab. Nach Absolvierung des Wehrdienstes studierte er von 1984 bis 1990 Luft- und Raumfahrttechnik an der Technischen Universität München. Im Anschluss war er wissenschaftlicher Assistent am Lehrstuhl für Werkstoffe im Maschinenbau der Technischen Universität München und Forschungsingenieur u. a. bei DaimlerChrysler. Im November 1996 promovierte Heinz Voggenreiter an der Technischen Universität Bergakademie Freiberg zum Dr.-Ing. Von 1999 bis 2005 war er Lehrbeauftragter der Technischen Universität München sowie in den Jahren 2000 bis 2004 Manager bei EADS. Seit 2005 ist Voggenreiter Direktor des Instituts für Werkstoff-Forschung in Köln, Bauweisen- und Konstruktionsforschung in Stuttgart und des Zentrums für Leichtbauproduktionstechnologie in Augsburg. Im Mai 2005 wurde er zum ordentlichen Professor der Universität Stuttgart ernannt. Am 19. November 2015 wurde Voggenreiter zum neuen Vorsitzenden des Wissenschaftlichen Beirats des Vereins Deutscher Ingenieure (VDI) gewählt. Seit Dezember 2018 ist er Mitglied der Faculty of Applied Science der University of British Columbia, in Vancouver und Kelowna, Kanada, 2024 wurde er dort zum Affiliate Professor berufen.

## Ehrungen
- Am 15. Dezember 2022 wurde Voggenreiter zum Ehrenmitglied der Société Française de Métallurgie et de Matériaux (SF2M) ernannt.
- Am 5. Dezember 2024 zeichnete ihn die Vorstandsversammlung des Vereins Deutscher Ingenieure (VDI) mit dem VDI-Ehrenzeichen aus.[2][3]

## Schriften
- Prozessoptimierung des Hochgeschwindigkeitsflammspritzens für die Herstellung lasttragender Strukturen der Legierungen 316L und Inconel 718. Dissertation. Technische Universität Freiberg 1996. Utz, München 1996, ISBN 3-89675-150-6.